# 波佐見焼

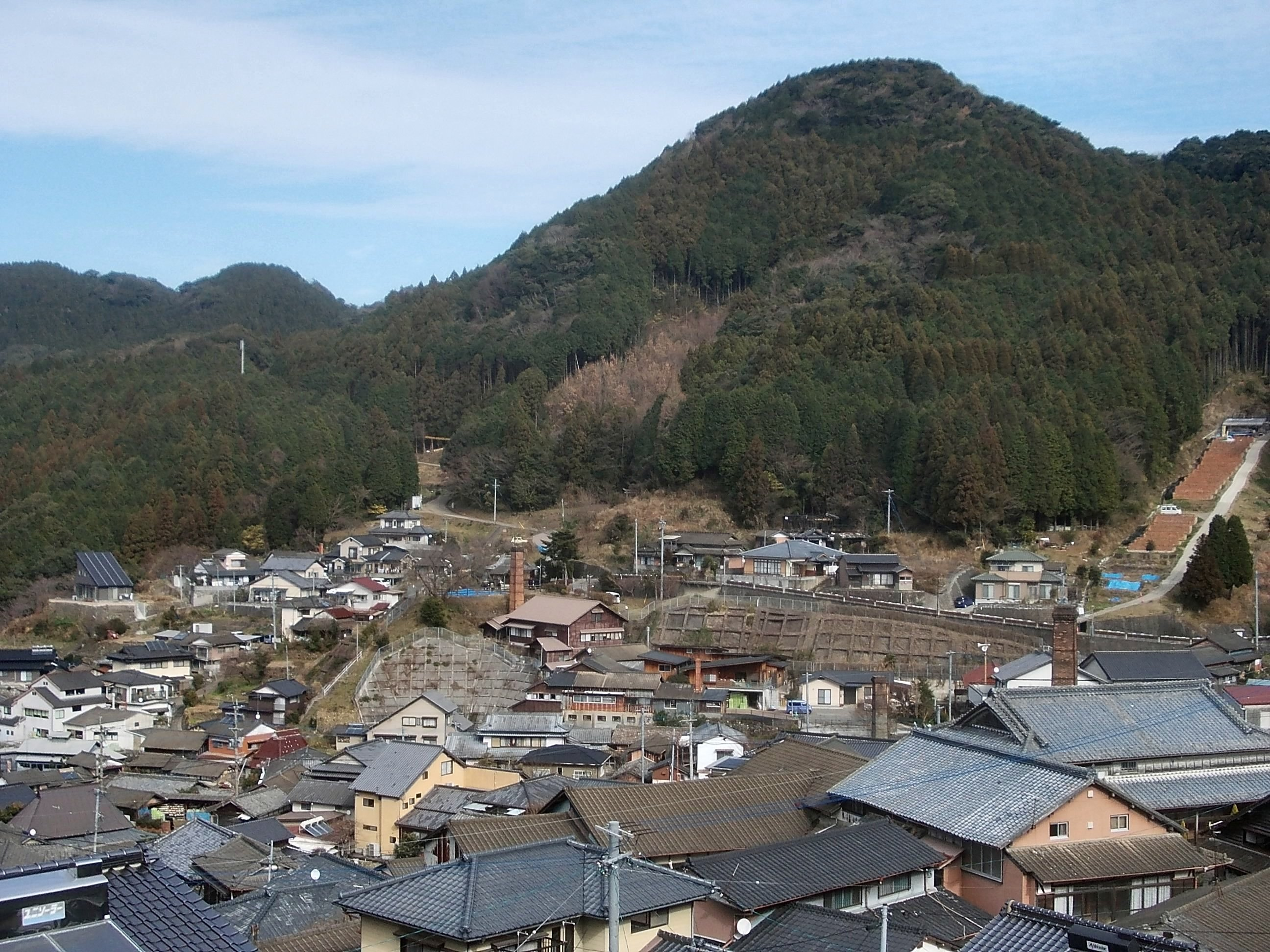
中尾郷の窯元

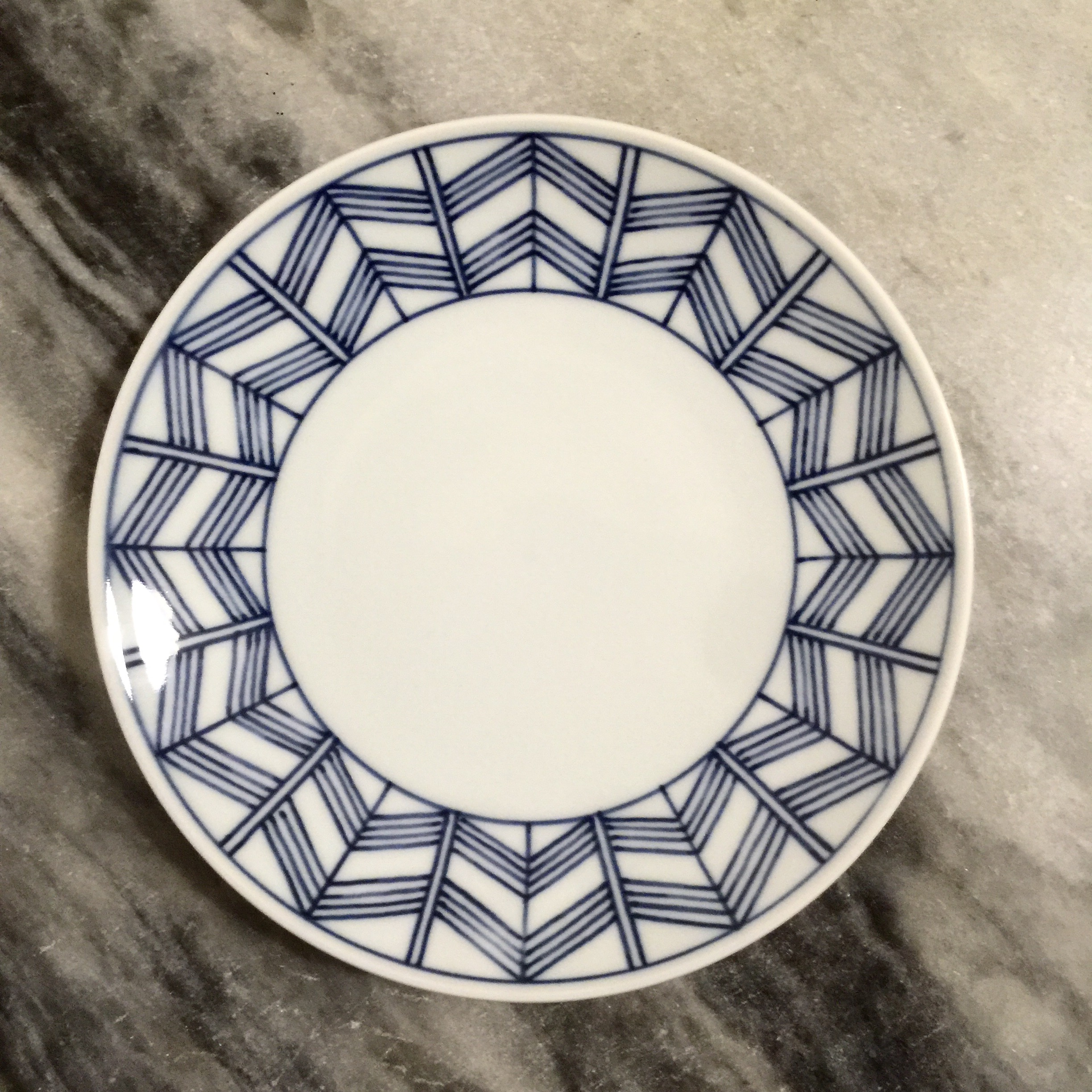
波佐見焼

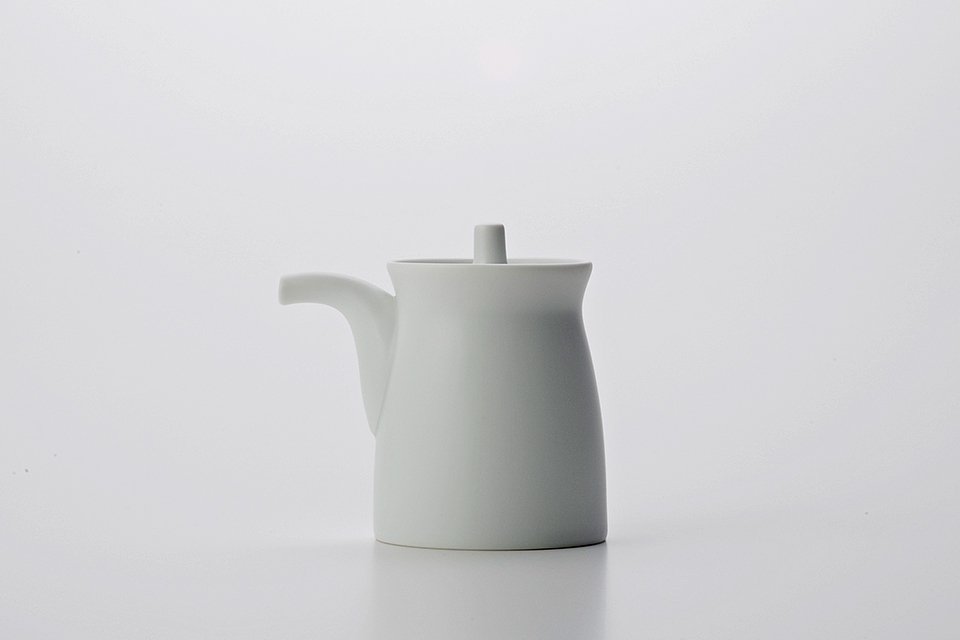
G型しょうゆさし

波佐見焼（はさみやき）は、長崎県東彼杵郡波佐見町付近で産する陶磁器。21世紀になって新たに誕生した「やきもの」の産地である。

## 概要
やきもの好きには知られるが、一般的な知名度は高いとは言い難い（2024年時点）。
北欧デザインやジャパンディ（Japandi、日本とスカンジナビア（北欧）とをミックスしたインテリアスタイルのこと）なモダンな食器が注目を浴びている。
食器類は「波佐見焼」として地域団体商標に登録されている。

## 歴史
こんにちの波佐見焼そのものは新しいが、波佐見町でのやきものの歴史は古い。江戸時代の後期には、染付磁器の生産量では日本一であり、コンプラ瓶などは日本国外へも輸出されていた。日本国内にもくらわんか碗のような庶民向けの日用品として波佐見焼は流通していた。
その後、波佐見町は最寄りの鉄道駅がある佐賀県有田町の有田焼の下請け業となった。2002年に発覚した雪印牛肉偽装事件をはじめとする牛肉偽装事件をきっかけに「地域ブランド表示」が日本全国的に厳格化され、波佐見町も下請けから波佐見焼として独立することを余儀なくされた。
当時、波佐見焼は無名のブランドであり、波佐見町の窯元は将来に不安を抱いたが、地域が一丸となり、江戸時代の波佐見焼に立ち返り、「現代生活に合った大衆向けでリーズナブルな日用食器」を目指すことにした。
今、ロフトや中川政七商店などの雑貨店で人気を誇っている。波佐見焼の製造・卸業では最大手の西海陶器が「波佐見」の名を全国区に押し上げた。

## テレビ番組
- 日経スペシャル カンブリア宮殿 地域再生と生き残りを懸けた 長崎発！陶器商社の全貌（2023年5月11日、テレビ東京）- 西海陶器会長 児玉盛介出演[3]。